# Alfonso Piccin
Alfonso Piccin (né le 4 septembre 1901 à San Martino di Colle Umberto, une frazione de la commune de Colle Umberto, dans la province de Trévise, et mort le 8 septembre 1932 à Vittorio Veneto) est un coureur cycliste italien dont la carrière professionnelle s'étend de 1924 à 1932.

## Palmarès

### Palmarès amateur
- 1920
  - 3e du Tour de Lombardie amateurs
- 1923
  - Giro del Belvedere
  - 3e du Tour de Lombardie amateurs
- 1924
  -  Champion d'Italie amateurs

### Palmarès professionnel
- 1925
  - 2e du Tour de la province de Milan (avec Adriano Zanaga)
  - 6e de Paris-Tours
- 1926
  - 3e de Milan-Modène
  - 7e du Tour du Pays basque
- 1927
  - Tour de Vénétie
  - Astico-Brenta
  - 2e du Tour de Lombardie
- 1928
  - Tour d'Émilie
  - 3e du Tour de Vénétie
  - 8e du Tour de Lombardie
- 1929
  - 8e du Tour d'Italie

## Résultats sur les grands tours

### Tour de France
3 participations
- 1925 : 25e
- 1926 : abandon
- 1929 : abandon

### Tour d'Italie
2 participations
- 1928 : 18e
- 1929 : 8e